# Língua tedim
Tedim (Tiddim ou Tedim Chin) é uma língua Kuki-Chin, falada principalmente na Birmânia e na Índia. Em Chin (estado), é falada nos municípios Tedim e Tonzang, enquanto que em Sagaing (região), é falado nos municípios Kalay e Mawlaik ( Ethnologue ). Os dialetos são Sokte e Kamhau (também chamados Kamhao, Kamhow).
Sukte é um dialeto de Tedim. "Mas não há uma língua nativa específica chamada Sukte. É apenas um pequeno clã de Zomi." Zam Ngaih Cing (2011: 170) listou algumas variedades Tedim como Losau, Sihzang, Teizang, Saizang, Dim, Khuano, Hualngo, Dim, Zou, Thado, Paite e Vangteh.
Tedim foi a principal língua falada por Pau Cin Hau, um líder religioso que viveu de 1859 a 1948. Ele também desenvolveu um uma forma alfabética logística, que foi depois simplificada para escrever materiais em línguas Chin, especialmente Tedim
A fonologia de Tedim pode ser descrita como ordem (C) V (V) (C) T, onde C representa uma consoante, V representa uma vogal, T representa um tom e parênteses incluem constituintes opcionais de uma sílaba. It is a subject-object verb language, and negation follows the verb.

## Amostra de Texto
A kipat cil-in Pasian in vantung le leitung a piangsak hi. Leitung in limlemel nei loin a awngthawlpi ahi hi. Tuipi tung tengah khua mial bikbek a, tua tui tungah Pasian' Kha in na a sem hi. Pasian in, "Khuavak om hen," ci hi; tua ciangin khuavak om pah hi.
Português
No princípio era a Palavra, e a Palavra estava com Deus, e a Palavra era Deus. Ele estava com Deus no começo. Através dele todas as coisas foram feitas; sem Ele nada feito foi feito.